# معركة تروستيانتس
كانت معركة تروستيانتس اشتباكا عسكريا خلال الغزو الروسي لأوكرانيا عام 2022. تعرضت مدينة تروستيانتس، في سومي أوبلاست، للهجوم من قبل القوات الروسية في 24 فبراير، في اليوم الأول من الغزو كجزء من هجوم شمال شرق أوكرانيا.  بعد القتال، استولت روسيا على المدينة في أوائل مارس.  ومع ذلك، استعاد هجوم أوكراني مضاد السيطرة على المدينة بحلول 28 مارس.  
بعد توقف القتال، صرح الحاكم الإقليمي دميترو زيفيتسكي أن بعض أجزاء البلدة ما زالت ملغومة، وأنه تم ترتيب تدفقات المساعدات الإنسانية. 